# George J. Smith
George Joseph Smith (* 7. November 1859 in Kingston, New York; † 24. Dezember 1913 in Atlantic City, New Jersey) war ein US-amerikanischer Politiker. Zwischen 1903 und 1905 vertrat er den Bundesstaat New York im US-Repräsentantenhaus.

## Werdegang
George Joseph Smith wurde ungefähr zwei Jahre vor dem Ausbruch des Bürgerkrieges im Ulster County geboren. Er besuchte öffentliche Schulen. Danach ging er Bankgeschäften nach, war aber auch als Hersteller in New York City und Kingston tätig. Politisch gehörte er der Republikanischen Partei an. 1898 hatte er den Vorsitz im Republican County Committee und 1899 war er Schatzmeister im Republican State Committee. Bei den Kongresswahlen des Jahres 1902 für den 58. Kongress wurde Smith im 24. Wahlbezirk von New York in das US-Repräsentantenhaus in Washington, D.C. gewählt, wo er am 4. März 1903 die Nachfolge von Charles L. Knapp antrat. Da er auf eine erneute Kandidatur 1904 verzichtete, schied er nach dem 3. März 1905 aus dem Kongress aus. Nach seiner Kongresszeit ging er in New York City dem Immobiliengeschäft nach, betrieb aber auch einen Lebensmittelgroßhandel. 1909 nahm er als Delegierter an der Republican National Convention teil. Er starb ungefähr ein halbes Jahr vor dem Ausbruch des Ersten Weltkrieges in Atlantic City und wurde auf dem Wiltwyck Cemetery in Kingston beigesetzt.